# Coenotephria cylon
Coenotephria cylon är en fjärilsart som beskrevs av Druce 1893. Coenotephria cylon ingår i släktet Coenotephria och familjen mätare. Inga underarter finns listade i Catalogue of Life.